# ChatGPT Search
ChatGPT Search est un moteur de recherche développé par OpenAI et intégré à ChatGPT. Il combine des fonctionnalités de moteurs de recherche traditionnels avec l'intelligence artificielle générative afin de générer des réponses sourcées incluant des liens vers des sites internet.

## Concept
ChatGPT Search effectue des recherches sur internet et s'en sert pour générer des réponses accompagnées des sources utilisées pour leur élaboration, de sorte à améliorer la transparence et la fiabilité.

## Fonctionnalités
En combinant les caractéristiques d'un moteur de recherche traditionnel avec les capacités d'une intelligence artificielle générative, ChatGPT Search offre des réponses contextuelles et personnalisées aux requêtes des utilisateurs. Il est capable de fournir des informations actualisées sur divers sujets et géolocalisés, tels que les actualités, les résultats sportifs et les cours boursiers.

## Intégration
En juillet 2024, le prototype SearchGPT a été introduit à 10 000 utilisateurs de test. ChatGPT Search a ensuite été lancé le 31 octobre 2024.
ChatGPT Search est directement intégré à l'interface de ChatGPT, permettant aux utilisateurs d'accéder à des informations en temps réel tout en interagissant de manière conversationnelle avec l'IA.

## Concurrence
Avec le lancement de ChatGPT Search, OpenAI se positionne comme un concurrent direct de géants tels que Google et Perplexity.ai, avec une approche qui combine recherche d'informations et génération de contenu,.